# Proces twardzielowania
Proces twardzielowania – proces zachodzący w drewnie drzew twardzielowych. Każde drzewo twardzielowe (wytwarzające twardziel) ma w okresie młodości wyłącznie drewno  bielaste. Dopiero w miarę dojrzewania następują w nim takie przemiany fizjologiczne, które doprowadzają do wyłączenia wewnętrznej części pnia i gałęzi z czynnego udziału w procesach życiowych rośliny. Okres rozpoczęcia się procesu twardzielowania zależny jest od gatunku drzewa: u sosny przypada średnio na 20 rok życia, gdy tymczasem w drewnie jesionu rozpoczyna się w wieku około 70 lat.
Wiek, w którym w drzewie pojawia się twardziel, zależy ponadto od warunków, w jakich ono wzrasta, a przede wszystkim od gleby i klimatu. Sosna rosnąca na glebach żyznych wytwarza twardziel w starszym wieku niż taka sama sosna w takich samych warunkach klimatycznych, ale na glebach ubogich. Z tym samym objawem można się spotkać porównując drewno sosny pochodzącej z krajów o klimacie cieplejszym z drewnem sosny ze strefy północnej. W miarę posuwania się z południa na północ Europy wiek drzewa, kiedy pojawia się twardziel, stopniowo wzrasta i waha się w granicach 20 (zachodnia Europa) – 70 lat (północna Szwecja).
W drewnie drzew dojrzewających do wytwarzania twardzieli ustaje przewodzenie wody w wewnętrznej części pnia, czynności te odbywają się w najmłodszych słojach rocznych, leżących na obwodzie drzewa. Komórki miękiszu drzewnego i promieni rdzeniowych wewnątrz drewna zamierają, a rozkładająca się ich treść plazmatyczna przenika do wnętrza naczyń czy cewek i wypełnia wolne przestrzenie między micelami w błonach komórkowych.
Oprócz tego, w drewnie gatunków iglastych zatyczki zamykają jamki lejkowate cewek, a w drewnie gatunków liściastych miękisz przynaczyniowy wrasta poprzez jamki do wnętrza naczyń, zamykając wcistkami drogi przepływu wody.
W wyniku tego procesu drewno twardzieli staje się bardziej odporne na gnicie, lecz jednocześnie trudniej się impregnuje, ponieważ w ścianach komórek i w wolnych przestrzeniach znajdują się tzw. substancje twardzielowe, składające się z gum, żywic, garbników, barwników itp. Substancje te nadają drewnu większą twardość i sztywność, zabarwienie ciemniejsze niż bielu oraz zwiększają jego gęstość.